# 943 (numero)
Novecentoquarantatré (943) è il numero naturale dopo il 942 e prima del 944.

## Proprietà matematiche
- È un numero dispari.
- È un numero composto con 4 divisori: 1, 23, 41, 943. Poiché la somma dei suoi divisori (escluso il numero stesso) è 65 < 943, è un numero difettivo.
- È un numero semiprimo.
- È un numero nontotiente in quanto dispari e diverso da 1.
- È un numero malvagio.
- È un numero intero privo di quadrati.
- È un numero congruente.
- È parte delle terne pitagoriche (207, 920, 943), (576, 943, 1105), (943, 10824, 10865), (943, 19320, 19343), (943, 444624, 444625).

## Astronomia
- 943 Begonia è un asteroide della fascia principale del sistema solare.
- NGC 943 è un galassia lenticolare della costellazione della Balena.

## Astronautica
- Cosmos 943 è un satellite artificiale russo.